# La Encantada (Panama)
La Encantada è un comune (corregimiento) della Repubblica di Panama situato nel distretto di Chagres, provincia di Colón. Si estende su una superficie di 134,5 km² e conta una popolazione di 2.561 abitanti (censimento 2010).